# Ervillers
Ervillers är en kommun i departementet Pas-de-Calais i regionen Hauts-de-France i norra Frankrike. Kommunen ligger i kantonen Croisilles som tillhör arrondissementet Arras. År 2022 hade Ervillers 389 invånare.

## Befolkningsutveckling
Antalet invånare i kommunen Ervillers
| Referens: INSEE |